# Dicranoptycha basitarsata
Dicranoptycha basitarsata is een tweevleugelige uit de familie steltmuggen (Limoniidae). De soort komt voor in het Afrotropisch gebied.